# Thibaud Vaneck
Pour les articles homonymes, voir Vaneck.
Thibaud Vaneck, né le 3 septembre 1985 aux Lilas, en Seine-Saint-Denis, est un acteur français.
Il est connu pour le rôle de Nathan Leserman dans le feuilleton quotidien de France 3 Plus belle la vie qu'il interprète de 2005 jusqu'à l'arrêt de la série en 2022.

## Biographie
Thibaud Vaneck est le fils de l'écrivain et conférencier Raphaël Souchier. Il est le petit-fils de Pierre Vaneck, le petit-neveu de Jean Becker, l'arrière-petit-fils de Jacques Becker et le frère cadet d'Aurélie Vaneck qui jouait le rôle de Ninon Chaumette dans Plus belle la vie.

## Filmographie

### Télévision
- 2005 - 2022 : Plus belle la vie (série) : Nathan Leserman
- 2007 : SOS 18 (série) : Johann
- 2008 : Enquêtes réservées (série) : Alexis
- 2010 : Le Sang des Atrides de Bruno Gantillon
- 2012 : À la recherche du droit de Virgile Bayle et Jason Roffé (France 3) : le greffier

### Cinéma
- 2019 : Mon chien stupide de Yvan Attal
- 2019 : Amour-Eux d'Alexandre Laugier : Thierry

#### Émissions
- 2021 : Les Secrets de Plus belle la vie : Ensemble on est plus forts (France 3)

## Doublage

### Films d'animation
- 2009 : Clochette et la Pierre de lune : Terence
- 2010 : Clochette et l'Expédition féerique : Terence